# Алахеро
Алахеро (ісп. Alajeró) — муніципалітет в Іспанії, у складі автономної спільноти Канарські острови, у провінції Санта-Крус-де-Тенерифе, на острові Ла-Гомера. Населення — 2048 осіб (2010).
Муніципалітет розташований на відстані близько 1850 км на південний захід від Мадрида, 110 км на південний захід від Санта-Крус-де-Тенерифе.
На території муніципалітету розташовані такі населені пункти: (дані про населення за 2010 рік)
- Алахеро: 557 осіб
- Альмасігос: 2 особи
- Антонкохо: 84 особи
- Аргуайода: 38 осіб
- Барранко-де-Сантьяго/Гуаріміар: 50 осіб
- Імада: 140 осіб
- Плая-де-Сантьяго: 1102 особи
- Кісе: 12 осіб
- Тарга: 63 особи

## Демографія
Динаміка населення (INE ):